# Psapharochrus alpinus
Psapharochrus alpinus là một loài bọ cánh cứng trong họ Cerambycidae.